# Infurcitinea rebeliella
Infurcitinea rebeliella is een vlinder uit de familie echte motten (Tineidae). De wetenschappelijke naam is voor het eerst geldig gepubliceerd in 1907 door Krone.
De soort komt voor in Europa.